# Andrei Olegowitsch Jeschtschenko
Andrei Olegowitsch Jeschtschenko (russisch Андрей Олегович Ещенко; * 9. Februar 1984 in Irkutsk) ist ein ehemaliger russischer Fußballspieler und nunmehriger -trainer.

## Karriere

### Verein
Jeschtschenko begann seine Karriere bei Swesda Irkutsk. Bei Swesda spielte er ab der Saison 2003 für die Kampfmannschaft. Zur Saison 2005 wechselte er zum Zweitligisten FK Chimki. Im März 2005 debütierte er gegen den FK Tschita für Chimki in der Perwenstwo FNL. Bis Saisonende kam er zu 34 Zweitligaeinsätzen.
Im Januar 2006 wechselte er in die Ukraine zum Erstligisten Dynamo Kiew. Für den Hauptstadtklub kam er bis zum Ende der Saison 2005/06 zu neun Einsätzen in der Premjer-Liha. Im Juli 2006 kehrte Jeschtschenko leihweise nach Russland zurück und schloss sich dem FK Dynamo Moskau an. Für Dynamo Moskau absolvierte er bis zum Ende der Leihe neun Spiele in der Premjer-Liga. Nach dem Ende der Leihe kehrte er im Januar 2007 wieder nach Kiew zurück, wo er jedoch bis zum Ende der Spielzeit 2006/07 nur ein Spiel machte. Zur Saison 2007/08 wurde er innerhalb der Liga für eineinhalb Jahre an den FK Dnipro verliehen. In Dnipropetrowsk kam der Verteidiger während der Leihe zu 20 Einsätzen in der höchsten ukrainischen Spielklasse.
Im Januar 2009 wurde er für zweieinhalb Jahre an Arsenal Kiew weiterverliehen. Für den Stadtrivalen spielte er 67 Mal in der Premjer-Liha. Nach dem Ende der Leihe kehrte er nach der Saison 2010/11 nicht mehr zu Dynamo zurück, sondern wechselte wieder in seine Heimat und schloss sich Wolga Nischni Nowgorod an. Für Wolga machte er zwölf Spiele in der Premjer-Liga. Im Januar 2012 wechselte Jeschtschenko zum Ligakonkurrenten Lokomotive Moskau. In einem Jahr bei Lokomotive absolvierte er 24 Ligaspiele.
Im Januar 2013 wechselte er weiter innerhalb der Liga zu Anschi Machatschkala. Für Anschi spielte er 18 Mal in der Premjer-Liga, ehe er mit dem Verein aus Dagestan am Ende der Saison 2013/14 aus der höchsten Spielklasse abstieg. Daraufhin wechselte Jeschtschenko zur Saison 2014/15 leihweise zum Erstligisten FK Kuban Krasnodar. Während der Leihe absolvierte er 21 Spiele in Krasnodar. Zur Saison 2015/16 kehrte er wieder nach Machatschkala zurück, nachdem Anschi wieder in die Premjer-Liga aufgestiegen war. Nach 16 weiteren Einsätzen wurde er im Februar 2016 an den Ligakonkurrenten Dynamo Moskau verliehen, für den er bereits 2006 gespielt hatte. Wie schon damals kam er während der Leihe zu neun Einsätzen.
Nach dem Ende der Leihe kehrte er diesmal nicht nach Dagestan zurück, sondern wechselte zur Saison 2016/17 zu Spartak Moskau. Für Spartak absolvierte er in fünfeinhalb Jahren 89 Partien in der Premjer-Liga. Im Januar 2022 beendete er seine Karriere und rückte bei Spartak in den Trainerstab von Paolo Vanoli.

### Nationalmannschaft
Jeschtschenko spielte zwischen 2005 und 2006 elf Mal für die russische U-21-Auswahl. 2011 kam er zu drei Einsätzen für die russische B-Nationalmannschaft.
Im August 2012 stand er gegen die Elfenbeinküste erstmals im Kader der A-Nationalmannschaft. Sein Debüt für diese gab er im September 2012, als er in der WM-Qualifikation gegen Israel in der 50. Minute für Alexander Anjukow eingewechselt wurde. Mit den Russen qualifizierte er sich auch für die WM 2014. Für diese wurde Jeschtschenko auch nominiert, während des Turniers kam er zu zwei Einsätzen, Russland schied in der Gruppenphase aus. Nach der WM wurde er nicht mehr für das Nationalteam nominiert.